# 아토목세틴
아토목세틴(Atomoxetine)은 미국 일라이 릴리 앤드 컴퍼니가 개발하여 스트라테라(Strattera)라는 상표명으로 널리 알려져 있는 선택적 노르에피네프린 재흡수 억제제(sNRI)로서, 비습관성 주의력결핍 과다행동장애 치료제로 사용된다. 뇌에서 노르에피네프린의 양을 늘려 집중력을 높이는 것으로 여겨진다. 경구로 복용한다. 동기 부여, 주의력 지속, 억제력, 작동 기억, 반응 시간, 감정적 자기 조절 등 실행 기능을 향상시키며, 효과는 대체로 더 흔하게 처방되는 각성제인 메틸페니데이트와 유사하다.
미국에서 2002년 의료 사용이 승인되었다. 최소 만 6세 이상의 어린이와 청소년에게 추천되며 임신 중 안전성은 아직 입증되지 않았다.

## 효능 및 효과
미국 일라이 릴리사가 개발한 아토목세틴 성분의 주의력결핍 과다행동장애 치료제 '스트라테라(Strattera)'는 비습관성 CNS(중추 신경계) 용제이다.
ADHD의 발병 원인은 아직 명확하게 밝혀지지 않았지만, 사람의 뇌에서 주의력 및 충동성 등을 관장하는 도파민과 노르에피네프린 등 신경전달 물질의 부족 또는 이상에서 생기는 것으로 알려졌다. 기존 ADHD 치료제인 메틸페니데이트는 주의집중을 관장하는 뇌 신경전달 물질인 도파민과 노르에피네프린을 활성화하고, 대뇌 각성효과를 나타내며, 1회 복용 시 최대 4~12시간까지 약효를 보인다. ADHD를 앓고 있는 아이는 약효가 지속되는 시간 동안 주의력이나 집중력이 높아져 일반 아이들과 같이 학업이나 공동생활이 자유롭다. 하지만 약효가 발현되지 않는 시간에는 아이들의 관리가 어렵기 때문에 보호자들이 아이들의 약물복용에 많은 부분 신경을 써야하는 번거로움이 많은데, 중추 신경계 각성제인 메틸페니데이트와는 달리 중추 신경 비각성제인 아토목세틴은 약효가 24시간 지속돼 1일 1회 약을 복용하면 아침부터 잠들 때까지 하루 종일 정상적인 생활을 가능케 해 준다.
또한, 아토목세틴은 주의력을 관장하고 충동 등을 통제하는 뇌 속의 신경전달 물질인 노르에피네프린의 재흡수를 선택적으로 억제하여, 기존 ADHD 치료제의 문제로 지적되온 신경 과민 및 흥분 등 감정 기복 증세 및 습관성의 위험성이 적으므로, 도파민 농도에 영향을 주지 않아 기존의 메틸페니데이트를 복용시 악화될 수 있는 자신의지와 무관하게 신체 일부분을 빠르게 움직이거나 소리를 내는 틱이나 뚜렛장애, 심각한 불안 초조와 같은 동반 증상을 수반하는 환자들에게도 사용할 수 있어, 습관성 약제인 메틸페니데이트 등 여타 약제들과 차별성을 보이고 있다.
여기에 기존의 ADHD 치료제에 비해 환자의 성장, 즉 키와 몸무게에 미치는 영향이 적은 것도, 성장기 소아 및 청소년의 ADHD 환자들에게 적합한 1차 약제로, 국내 업체인 명인제약의 '아토목신' 등 제네릭 의약품이 출시되어, 국민건강보험공단 측에서, 국민 건강 보험 요양 급여 대상이 기존 6~18세에서 18세 이상의 성인 등 모든 연령까지 확대되었다.

## 부작용
흔한 부작용으로 복통, 식욕 저하, 메스꺼움, 피로감, 어지러움이 있을 수 있다.
이외에 다음과 같은 부작용도 보고된다.
- 자살과 관련된 행동 : 아토목세틴을 투여한 환자들에서 자살과 관련된 행동이(자살 시도 및 자살 관념) 보고되었다. 이중맹검으로 수행된 임상시험에서, 위약군에서는 이러한 이상이 없었으나, 아토목세틴을 투여한 소아에서는 자살과 관련된 행동이 흔하지 않지만 더 높은 빈도로 관찰되었다. 12건의 임상시험 중 아토목세틴을 투여한 환자들에서 0.44%의 빈도로 발생하였다[투약군 1357명 중 6명(자살시도 1명, 자살관념 5명)]. 위약군에서는 이러한 이상이 없었다(n=851). 이러한 이상을 경험한 소아의 연령 범위는 7 ~ 12세였다. 주의력결핍과잉행동장애(ADHD)로 인해 치료를 받고 있는 환자들은 자살과 관련된 행동의 발현 또는 악화에 대하여 신중하게 모니터링되어야 한다.

- 공격적인 행동 및 감정 기복 : 임상시험에서 아토목세틴을 투여한 소아에서 위약을 투여한 피험자에 비해 적개심(주로, 공격성, 반항 행동 및 분노) 및 감정 기복이 더 높은 빈도로 관찰되었다. 주의력결핍과잉행동장애(ADHD)로 인해 치료를 받고 있는 환자들은 공격적인 행동, 적개심 또는 감정 기복의 발현 또는 악화를 신중하게 모니터링 하여야 한다.

## 종류
물질 및 용도 특허 만료 이후, 국내 업체인 환인제약의 '환인아토목세틴캡슐'을 비롯해서, 명인제약의 '아토목신캡슐'이라는 제네릭 의약품으로 2014년에 출시한 바 있다.